# Selský potok
Selský potok je přírodní památka, zřízena vyhláškou okresního národního výboru Ústí nad Orlicí ze dne 27. září 1990. Důvodem ochrany je zachování bohatého výskytu bledule jarní.

## Popis lokality
Vlhké rašelinné louky podél Selského potoka vyvěrajícího z mokřad Selského lesa s částečným břehovým olšovým porostem nacházející se v severozápadním okraji Zábřežské vrchoviny. Je to malá lokalita o výměře 6,79 hektarů v nadmořské výšce 550 až 600 metrů, s průměrnými ročními srážkami 700 mm a tvořící v podstatě jihovýchodní pokračování přírodní rezervace Selský les a navazující na cca 300–500 m východně vzdálenou lokalitu podobných skladeb a porostů přírodní rezervaci V Dole. Převážně jde o bohatý výskyt bledule jarní (Leucojum vernum).

## Flóra
V území je zastoupena škála mokřadních a klasických příbřežních a částečně lučních fytospolečenstev.

## Fauna
Zvířena je zastoupena typickými druhy lučních, mokřadních a druhy lesních okrajů.
- Ptactvo typické pro společenstva lučních porostů: holub hřivnáč (Columba palumbus), strakapoud velký (Dendrocopos major), strakapoud malý (Dendrocopos minor) a strakapoud prostřední (Dendrocopos medius), kukačka obecná (Cuculus canorus), sedmihlásek hajní (Hippolais icterina), pěnice černohlavá (Sylvia atricapilla),pěnice slavíková (Sylvia borin), pěnice hnědokřídlá (Sylvia communis), sýkora babka (Parus palustris), lejsek bělokrký (Ficedula albicollis), budníčci (Phylloscopus sp.), šoupálci (Certhia sp.)aj. Na loukách hnízdí bekasina otavní (Gallinago gallinago).
- Z obojživelníků se běžně vyskytují rosnička zelená (Hyla arborea), skokan zelený (Rana esculenta), ropucha zelená (Bufo viridis), kuňka obecná (Bombina bombina) a čolek obecný (Triturus vulgaris).
- Z plazů se výskytuje užovka obojková (Natrix natrix) a ještěrka obecná (Lacerta agilis).